# Да Карара
Да Карара или Карарези (на италиански: Da Carrara, Carraresi) е италианска благородническа фамилия от Падуа. Те са господари (signori) на Падуа в регион Венето.
Фамилията произлиза от Карара Санто Стефано близо до Падуа.

## Известни
- Хумберто († пр. 970)
- Хумберто († пр. 1027)
- Якопо (Джакомо) II да Карара († 1350), господар на Падуа
- Франческо I да Карара († 1393), господар на Падуа от 1350 до 1388 г.
- Франческо II да Карара (1359 – 1406), господар на Падуа